# Deharvengiurus severini
Deharvengiurus severini is een springstaartensoort uit de familie van de Onychiuridae. De wetenschappelijke naam van de soort is voor het eerst geldig gepubliceerd in 1902 door Willem.